# David Claerebout
David Claerebout, né le 16 mai 1987 à Luxembourg, est un coureur cycliste luxembourgeois, spécialiste du cyclo-cross.

## Biographie
Professionnel en 2008 dans l'équipe continentale Differdange-Apiflo Vacances, il remporte cette année-là le titre de champion du Luxembourg de cyclo-cross espoirs. Il court aujourd'hui en catégorie amateur.

## Palmarès en cyclo-cross
- 2003-2004
  - 2e du championnat du Luxembourg de cyclo-cross juniors
- 2004-2005
  - 3e du championnat du Luxembourg de cyclo-cross juniors
- 2007-2008
  -  Champion du Luxembourg de cyclo-cross espoirs